# Ho Chung Tao
Ho Chung-tao (Taiwan, 5 giugno 1950) è un artista marziale e attore taiwanese.

## Biografia
Nato a Taiwan, si trasferisce ad Hong Kong dove, grazie alla sua prestanza atletica, diventa uno stuntman per gli studi cinematografici indipendenti locali. Come stuntman e comparsa lavora in film come Cin Fu l'uomo d'acciaio (The Iron man) di Nan Hong Kuo e A colpi di Karatè (Triangular Duel), entrambi del 1973.
Nel 1973 muore Bruce Lee, lasciando il cinema di Hong Kong senza la sua star più famosa. Un produttore nota il giovane stuntman Ho Chung-tao e soprattutto la sua somiglianza con l'attore deceduto, e da semplice controfigura o comparsa l'attore taiwanese si ritrova ad essere protagonista con il nome d'arte di "Bruce Li".
Nel giro di pochi anni Ho Chung-tao partecipa a molti di quei film che vengono girati  per colmare il vuoto lasciato da Bruce Lee, come ad esempio Bruce Lee: la sua vita la sua leggenda (1977).
Fra i tanti film sono degni di nota Goodbye Bruce Lee (Yung chun ta hsiung) del 1975, dove interpreta un attore che viene chiamato ad impersonare Bruce Lee nel film Game of Death, il progetto incompiuto dell'attore deceduto; e Bruce Lee Supercampione (Li Hsiao Lung chuan chi) del 1976, film pseudobiografico dove ripercorre la vita del campione.
Nel 1985, però, a seguito della perdita della moglie a causa di un male incurabile, Ho Chung-tao si ritira dalle scene, dedicandosi all'insegnamento di ginnastica alla Ping Chung University di Taipei.
Intervistato nel 1994 per il documentario Le furie del cinema (Cinema of Vengeance), l'attore ha rivelato di detestare le pellicole girate imitando Bruce Lee nei modi e nelle espressioni, e desideroso di essere ricordato come Ho Chung-tao, e non Bruce Li.